# Simon XIX Abraham
Simon XIX Abraham ou Oraham Shimun XIX, ou bien Shemʿon XVII Abraham fut patriarche de l'Église apostolique assyrienne de l'Orient de 1820 à 1861.

## Biographie
Il était oncle de son successeur Simon XX.